# Eleocharis cylindrica
Eleocharis cylindrica là loài thực vật có hoa trong họ Cói. Loài này được Buckley mô tả khoa học đầu tiên năm 1863.